# لیس‌فلد (دهکده)
لیس‌فلد (به هلندی: Liesveld) یک منطقهٔ مسکونی در هلند است که در مولن‌وارد واقع شده‌است.